# Brigham Young

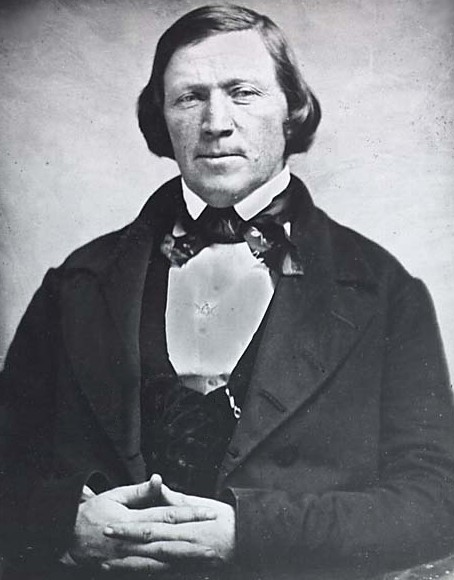
Brigham Young

Brigham Young (* 1. Juni 1801 in Whitingham, Vermont, USA; † 29. August 1877 in Salt Lake City) war der zweite Präsident und Prophet der Kirche Jesu Christi der Heiligen der Letzten Tage (Mormonen). Er war auch der erste Gouverneur des Utah-Territoriums.

## Leben

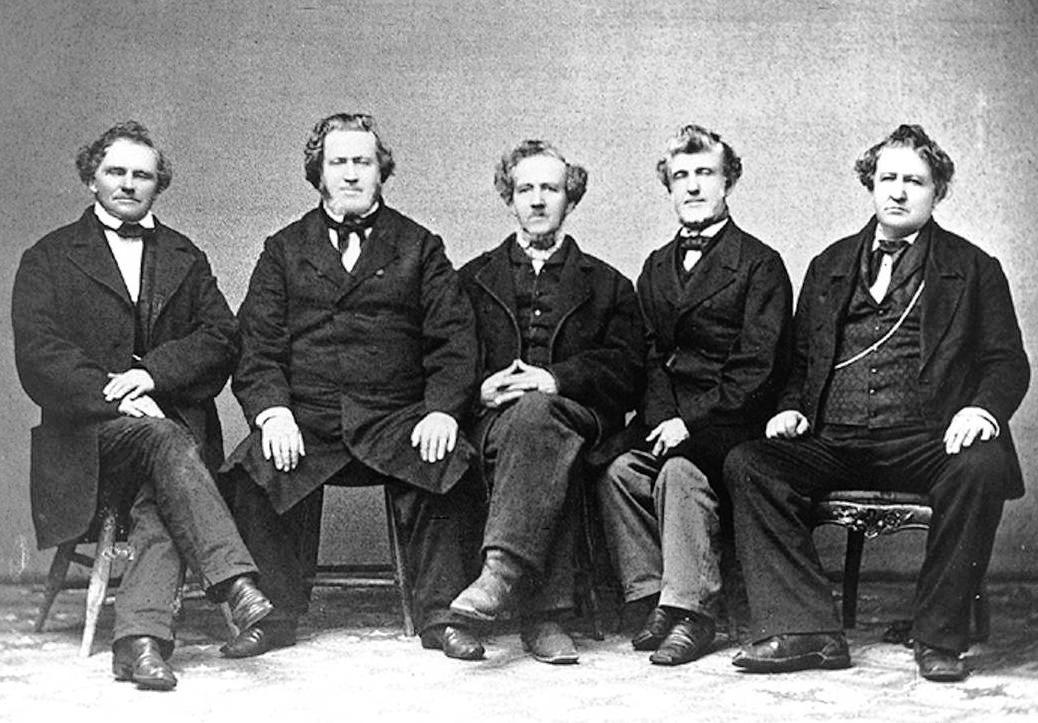
Brigham Young (2. v. l.) und seine Brüder (1866)

Brigham Young war von Beruf Schreiner. 1824 heiratete er Miriam Works, die 1832 starb. Im selben Jahr schloss er sich im Bundesstaat New York der 1830 gegründeten Kirche Jesu Christi der Heiligen der Letzten Tage an. 1834 heiratete er seine zweite Frau, Mary Ann Angell.
Am 14. Februar 1835 wurde Brigham Young zum Apostel ordiniert und Mitglied des ersten Kollegiums der Zwölf Apostel. Von 1839 bis 1841 erfüllte er eine erfolgreiche Mission in England.
Nach dem gewaltsamen Tod des Gründers und ersten Propheten der Kirche, Joseph Smith, im Jahre 1844 konnte sich Young, der damals Präsident des Kollegiums der Zwölf Apostel war, in den einsetzenden Nachfolgestreitigkeiten durchsetzen. Young, der seinen Anhängern nun als zweiter Prophet, Seher und Offenbarer galt, führte die Mehrheit der Mitglieder der Kirche ab 1846 aus den USA hinaus in das damals noch zu Mexiko gehörende, praktisch aber von niemandem beherrschte Gebiet der Rocky Mountains, das heute Utah heißt, und gründete dort die Stadt Salt Lake City. Es gelang ihm, den überwiegenden Teil der Mitglieder davon zu überzeugen, dass er der rechtmäßige Nachfolger von Joseph Smith sei.
Im Jahre 1852 veröffentlichte er dort die bis dahin nur im Geheimen von den Kirchenführern praktizierte Lehre von der Polygamie, ließ eine entsprechende Offenbarung Smiths in das Buch „Lehre und Bündnisse“ aufnehmen, und rief seine Anhänger auf, mehrere Frauen zu heiraten. Als das Gebiet an die USA fiel, wurde er aus praktischen Gründen zum Territorialgouverneur ernannt, bis der Streit über die Polygamie zu eskalieren begann.
Von 1847 bis zu seinem Tod 1877 präsidierte er über die Kirche Jesu Christi der Heiligen der Letzten Tage als Präsident und Prophet.
Brigham Young machte sich vor allem einen Namen als Kolonisator im Westen der USA, und er ist bis heute wegen seiner zahlreichen Ehefrauen allgemein bekannt.

## Brigham Young, der Kirchenführer

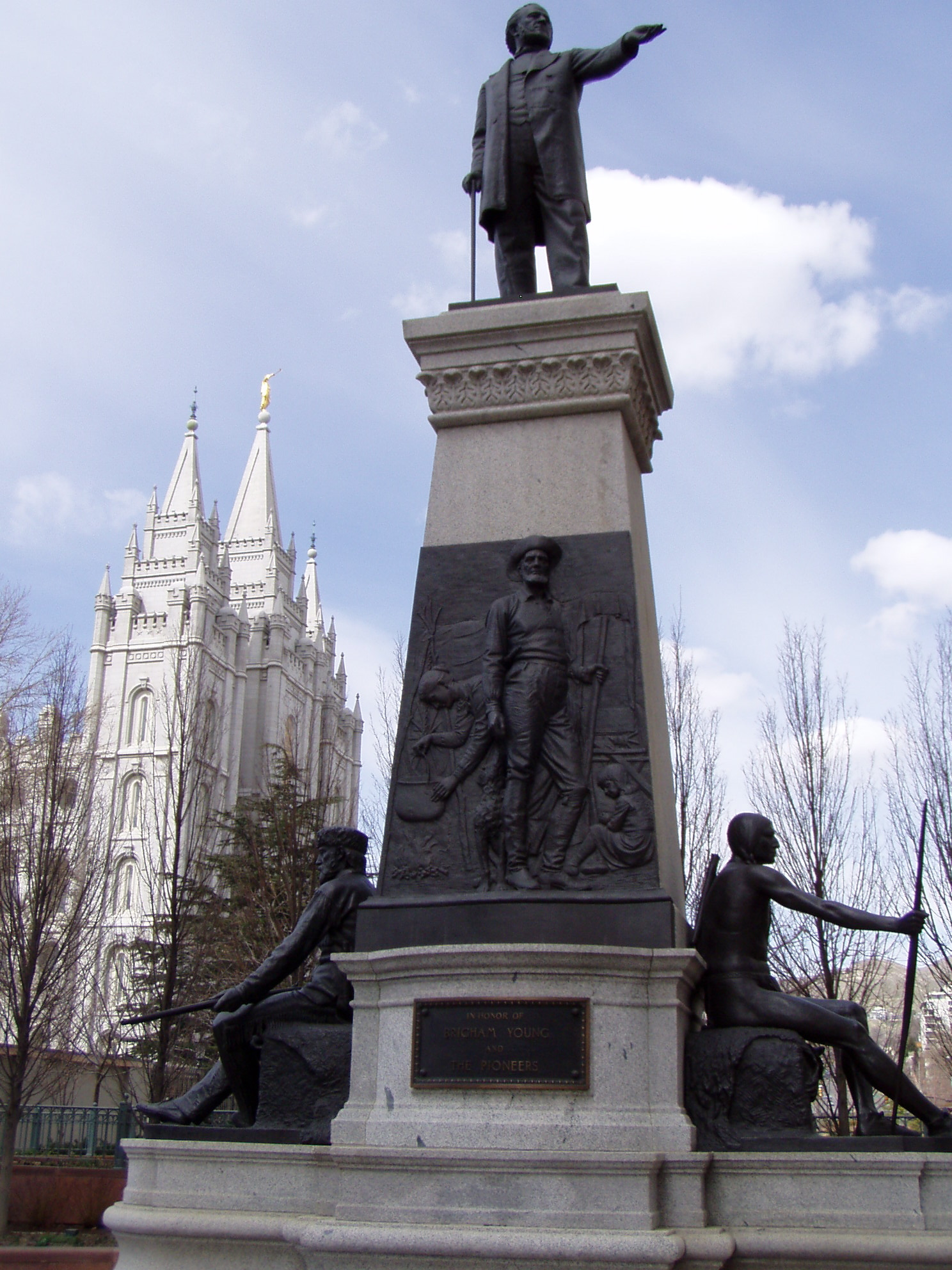
Monument zur Ehrung von Brigham Young in Salt Lake City

Brigham Young lernte in schwierigen und turbulenten Zeiten die Fähigkeiten, die er als Kirchenführer brauchte. Er entwickelte sich zu einem geschickten Organisator und war ein machtvoller Prediger, der eine sehr drastische Ausdrucksweise verwendete. Diese, von seinen Anhängern als allegorisch verstandene, teilweise blutrünstige Ausdrucksweise, bietet seinen Kritikern Anlass, ihm tatsächliche Aufforderungen zu Morden zu unterstellen.

### Die Nachfolge von Joseph Smith
Nach der Ermordung von Joseph Smith übernahm Brigham Young die Führung der Kirche Jesu Christi der Heiligen der Letzten Tage. Als Präsident des Kollegiums der Zwölf Apostel stand ihm sowohl nach seiner Ansicht, als auch nach Meinung der überwiegenden Zahl der Mitglieder dieses Amt zu. Diejenigen Kirchenmitglieder, die gegenteiliger Meinung waren, sammelten sich um mehrere Führer. Ihre Bewegungen, die im mittleren Westen blieben, gingen fast alle in der 1860 gegründeten Reorganisierten Kirche Jesu Christi der Heiligen der letzten Tage unter Führung von Joseph Smith III, dem Sohn des Religionsgründers, auf.
Bis 1847 führte Brigham Young die Kirche als Präsident des Kollegiums der Zwölf Apostel, dann etablierte er wieder die unter Smith eingerichtete, aus drei Personen bestehende Erste Präsidentschaft, in der er selbst als Präsident sowie als Prophet, Seher und Offenbarer fungierte. In diesem Amt wurde er auf einer allgemeinen Versammlung am 27. Dezember 1847 in Kanesville, Iowa, bestätigt.

### Organisatorischer Ausbau der Kirche
In Nauvoo und Umgebung mit rund 20.000 Kirchenmitgliedern verfügte die Kirche erst über rudimentäre Strukturen. In Utah baute Brigham Young die Organisation dann aus, und die damals geschaffenen Strukturen haben im Wesentlichen bis heute Bestand. Er organisierte die Kirche in Pfähle, von denen jeder rund 12 Gemeinden umfasste, die damals allerdings noch wesentlich mehr Mitglieder hatten als heute. Im Jahr 1867 organisierte er die Frauenhilfsvereinigung neu und schuf 1875 als Organisationen für die Jugend die Gemeinschaftliche Fortbildungsvereinigung.
Er begann den Bau des Tempels in Salt Lake City, und kurz vor seinem Tod, am 6. April 1877 weihte er den ersten neuen Tempel in St. George. Als Versammlungsgebäude, vor allem für die Generalkonferenzen der Kirche, wurde unter seiner Ägide in Salt Lake City der Tabernakel errichtet.

## Brigham Young, der Kolonisator
Unter Führung von Brigham Young kolonisierten die Mormonen ein unwirtliches, fast menschenleeres Gebiet in den Rocky Mountains und schufen damit einen wichtigen Stützpunkt auf dem Weg von der Ostküste zur Westküste der USA, der zum ersten Mal im kalifornischen Goldrausch eine Rolle spielte, um die Goldsucher auf ihrem Weg mit frischen Tragtieren und frischem Gemüse zu versorgen sowie ihnen einen Ort zur Regeneration zu bieten.

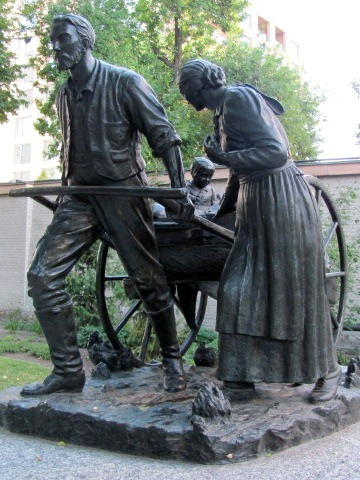
Eine Statue in Salt Lake City zum Gedenken an die mormonischen Pioniere

### Der Exodus
Die erste Aufgabe von Brigham Young als „moderner Moses“ war die Organisation des Zuges von Nauvoo, Illinois an den Großen Salzsee von Februar 1846 bis Sommer 1847. Er organisierte eine Massenfertigung von Planwagen, ging mit einer Pionierabteilung von 147 Personen voraus, um auf dem rund 2.000 km langen Weg Versorgungsfarmen, Stützpunkte und Fähren zu errichten sowie den besten Weg mit Weidegras und Trinkwasser zu ermitteln. Er organisierte die Heiligen für den Zug nach dem Vorbild des Mose in Kompanien, die wieder in kleinere Gruppen aufgeteilt waren. Er errichtete als Überwinterungslager mit Blockhäusern und Getreideanbau Winter Quarters, das heutige Council Bluffs in Iowa.

### Organisator der Zuwanderung in Deseret
Der wesentliche Motor für weitere Zuwanderung war die Missionsarbeit im Osten der USA und im Ausland, vor allem in Europa. Young organisierte die Zuwanderung, indem er die Stützpunkte des Exodus zu ständigen Versorgungsstationen ausbaute. Er führte den „ständigen Auswanderungsfonds“ ein, um armen Bekehrten aus Europa die Finanzierung der Auswanderung nach Utah zu ermöglichen.
Als kostengünstige Alternative zum Planwagen führte er den Handkarren als Transportmittel ein, mit dem zahlreiche Familien den Weg von St. Louis über die Ebenen des Mittleren Westens wagten. Um die Zuwanderung zu erleichtern, förderte Brigham Young auch den Bau der Eisenbahn, indem er Arbeitskräfte zur Verfügung stellte.

### Siedlungsgründer
In und um das heutige Utah ließ Young von ausgewählten Gruppen Siedlungen im Abstand von jeweils einer Tagesreise errichten. Die Siedlungen waren keine wilden Zufallsgebilde, wie sonst oft im Westen der USA, sondern nach dem „Plan der Stadt Zion“, wie ihn Joseph Smith für Nauvoo erstellt hatte, planvoll angelegt. Die Siedlungen breiteten sich im Laufe der ersten zehn Jahre bis an die Grenze von Kalifornien aus. Die weit entfernten Außenposten wurden aber im Zuge des Utah-Krieges aufgegeben.

### Gouverneur
Das ursprünglich auf dem Gebiet von Mexiko liegende Utah kam durch den Krieg von 1848 zu den USA und wurde zu einem Territorium mit Brigham Young als Gouverneur.

#### Gesetzliche Regelungen
Brigham Young erließ Gesetze vor allem zur Regelung der Zuwanderung, der Landverteilung und, was sich besonders von Gesetzen in anderen US-Bundesstaaten abhebt, ein Wasserrecht, das das Recht von jedermann auf eine Wasserversorgung zum Trinken, zum Bewässern der Felder und zum Tränken von Vieh regelte. Zu jener Zeit war Utah das einzige Gebiet der USA, in dem die Frauen ein Wahlrecht hatten, um sich an der Wahl der örtlichen politischen Mandatare (Bürgermeister, Sheriff usw.) zu beteiligen. Gleichzeitig war das neue Staatsgebilde eine absolute Theokratie ohne größere Mitbestimmungsrechte, da Young sowohl geistliche, wie auch politische Macht in seiner Hand bündelte. Ohne Zweifel war die Ergebenheit seiner Anhänger, die immerhin allein von der äußersten Westgrenze der damaligen USA noch etwa zweitausend Kilometer von Salt Lake City zurückzulegen hatten, einer der Gründe für den Erfolg der Ansiedlung.

#### Der Utah-Krieg
Wegen Gerüchten über angebliche Abspaltungsbestrebungen der Mormonen sandte US-Präsident James Buchanan im Jahr 1857 die Armee aus, um Brigham Young als Gouverneur gewaltsam abzusetzen und durch Alfred Cumming zu ersetzen. Die daraus resultierende Auseinandersetzung ist als Utah-Krieg bekannt. Young setzte auf eine Taktik der verbrannten Erde und des Guerillakriegs, was die Soldaten zermürbte und verlangsamte. Während der Wintermonate wurde allerdings ein Verhandlungsfrieden erreicht. Der Konflikt bedeutete im April 1858 das Ende von Brigham Youngs Tätigkeit als Gouverneur. Seit dieser Zeit sind in Utah kirchliche und politische Führung nicht mehr in denselben Händen.

### Infrastruktur und Wirtschaft

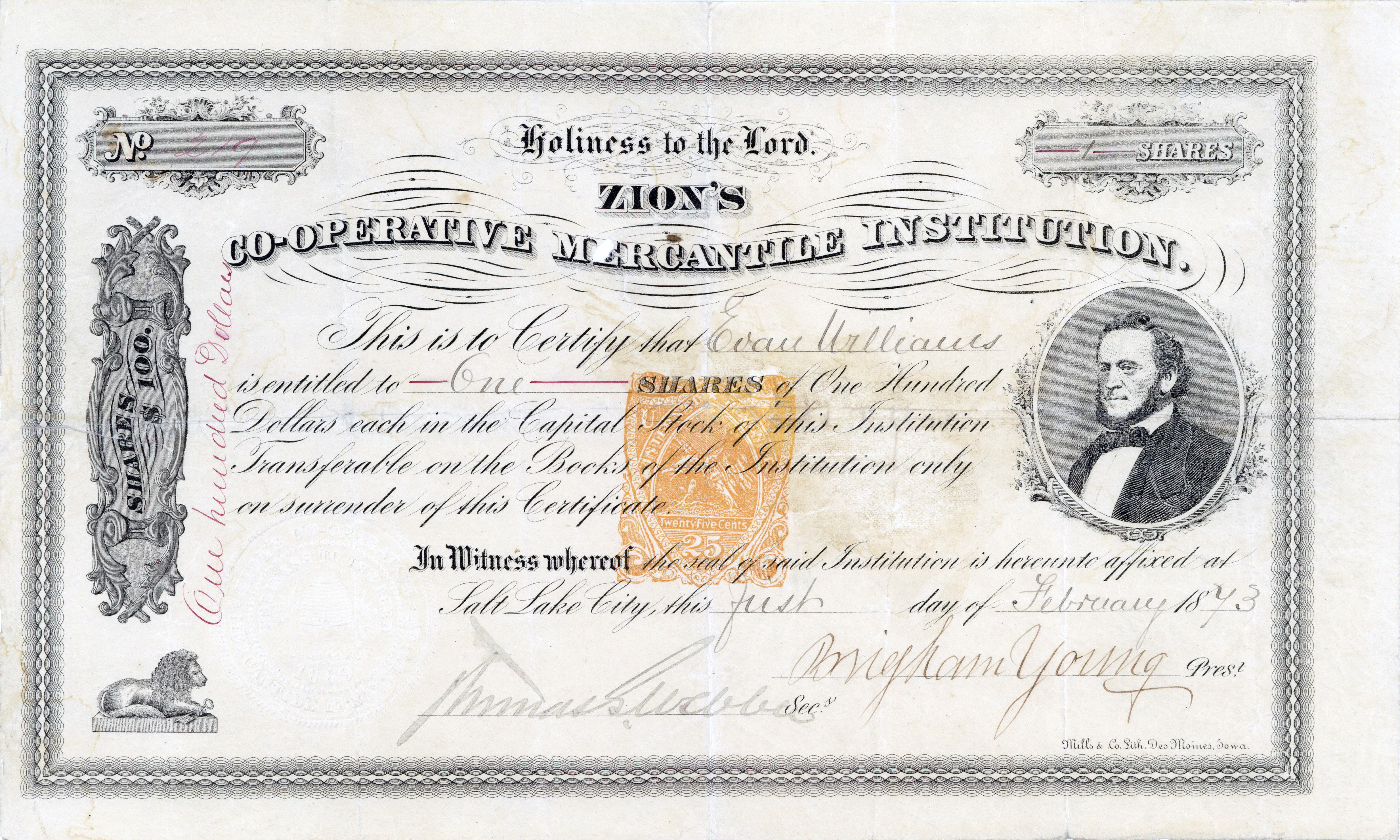
Aktie der Zion’s Co-Operative Mercantile Institution, ausgestellt am 1. Februar 1873 in Salt Lake City, Utah Territory, im Original unterschrieben von Brigham Young als Präsident

Young förderte die Errichtung einer gesunden Infrastruktur mit Straßen, Schulen und Wasserversorgung. Er gründete das ZCMI, eine Handelsgenossenschaft, er importierte eine Zuckerfabrik, förderte im Süden Utahs den Abbau von Kohle und Eisen, ließ die Seidenraupenzucht versuchen usw. Schulisch sorgte er sehr rasch für ein flächendeckendes Grundschulwesen, gründete die Brigham Young Akademie in Provo und andere weiterführende Schulen. Er förderte die Einrichtung des Pony Express, den Bau einer Telegrafenlinie und der Eisenbahn.

## Brigham Young als Polygamist

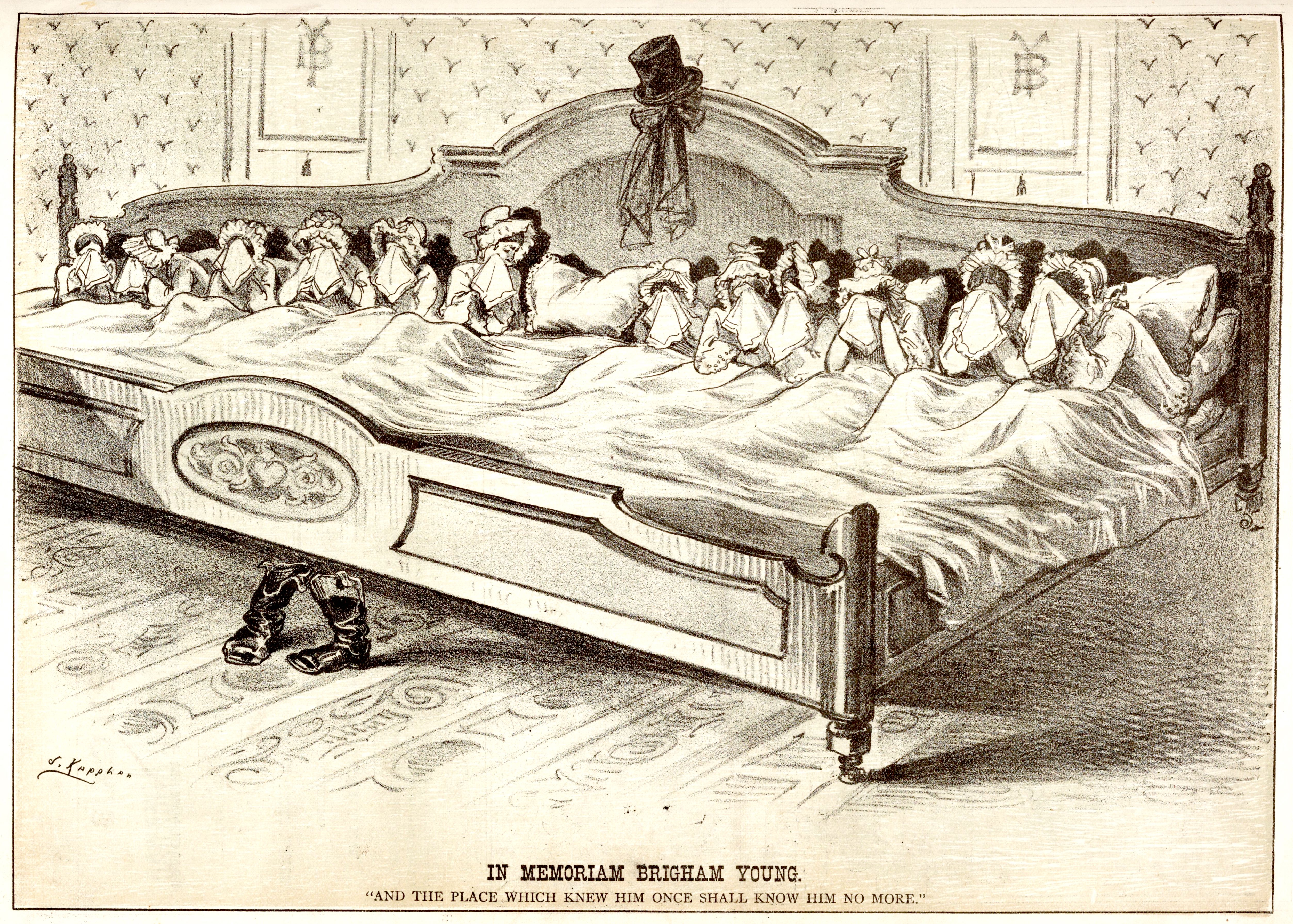
Karikatur zu Youngs Tod

Brigham Youngs erste Ehefrau starb 1832, später hatte er noch weitere Ehefrauen. Die Polygamie, die Young ab 1852 offen lehrte, aber bereits vorher im Geheimen lebte und praktizierte, unter anderem nach Aussage der frühen Mormonin Sarah Pratt, wird in heutigen kirchenamtlichen Publikationen über Young oft nur ganz am Rande (wenn überhaupt) erwähnt. Je nach Quelle werden Brigham Young 23 bis 56 Ehefrauen nachgesagt. Mit wie vielen seiner Frauen Young intimen Umgang hatte, ist nicht bekannt, jedoch hatte er von 16 Frauen insgesamt 57 Kinder, von denen 46 das Erwachsenenalter erreichten. Sein berühmtester Nachfahre ist der American-Football-Spieler Steve Young. Viele andere seiner „Ehesiegelungen“ waren rein religiöser und wirtschaftlicher Natur. Es handelte sich bei vielen um ältere Witwen, die so einen Versorger bekamen.

## Rassistische Reformen
Im Gegensatz zu Joseph Smith, der für die Abschaffung der Sklaverei und Gleichstellung von Schwarzen in Kirche und Gesellschaft eingetreten war, setzte Brigham Young eine rassistische Ideologie durch. 1863 sagte er: „Soll ich euch das Gesetz Gottes in Bezug auf die afrikanische Rasse sagen? Wenn der Weiße, der zur erwählten Nachkommenschaft gehört, sein Blut mit der Nachkommenschaft Kains vermischt, so ist die Strafe unter dem Gesetz Gottes der Tod auf der Stelle. Dies wird immer so sein.“ Auf Youngs Weisung wurden ab 1849 schwarze Mormonen von der Priesterschaft und von der Teilnahme an Riten ausgeschlossen. Diese Regeln blieben bis 1978 in Kraft.

## Filmische Rezeption
In mehreren Filmen bzw. Serien wird auf das Leben von Brigham Young aus der Sicht Hollywoods Bezug genommen. Dean Jagger stellte ihn 1940 im Film Treck nach Utah dar. Im Fernsehfilm Die Heiligen der letzten Tage (1995) wird er von Charlton Heston gespielt. In der Serie Hell on Wheels (2011–2016) wird Young gespielt von Gregg Henry. In der Miniserie American Primeval aus dem Jahr 2025 wird er von Kim Coates dargestellt.